# كيفن حنا
كيفن حنا (بالإنجليزية: Kevin Hanna) هو رسام رسوم متحركة وكاتب سيناريو ومخرج أمريكي، ولد في 6 يناير 1978 في ماونتن فيو في الولايات المتحدة.

## وصلات خارجية
- كيفن حنا على موقع IMDb (الإنجليزية)
- كيفن حنا على موقع ألو سيني (الفرنسية)
- كيفن حنا على موقع كينوبويسك (الروسية)